# Vattensjön, Medelpad
Vattensjön är en sjö i Ånge kommun i Medelpad och ingår i Ljungans huvudavrinningsområde. Sjön har en area på 1,2 kvadratkilometer och ligger 320 meter över havet. Vattensjön ligger i Vattenån Natura 2000-område. Sjön avvattnas av vattendraget Vattenån.

## Delavrinningsområde
Vattensjön ingår i det delavrinningsområde (694187-147861) som SMHI kallar för Utloppet av Vattensjön. Medelhöjden är 385 meter över havet och ytan är 7,98 kvadratkilometer. Räknas de 17 avrinningsområdena uppströms in blir den ackumulerade arean 61,84 kvadratkilometer. Vattenån som avvattnar avrinningsområdet har biflödesordning 3, vilket innebär att vattnet flödar genom totalt 3 vattendrag innan det når havet efter 128 kilometer. Avrinningsområdet består mestadels av skog (80 procent). Avrinningsområdet har 1,25 kvadratkilometer vattenytor vilket ger det en sjöprocent på 15,6 procent.